# Jihlavské terasy

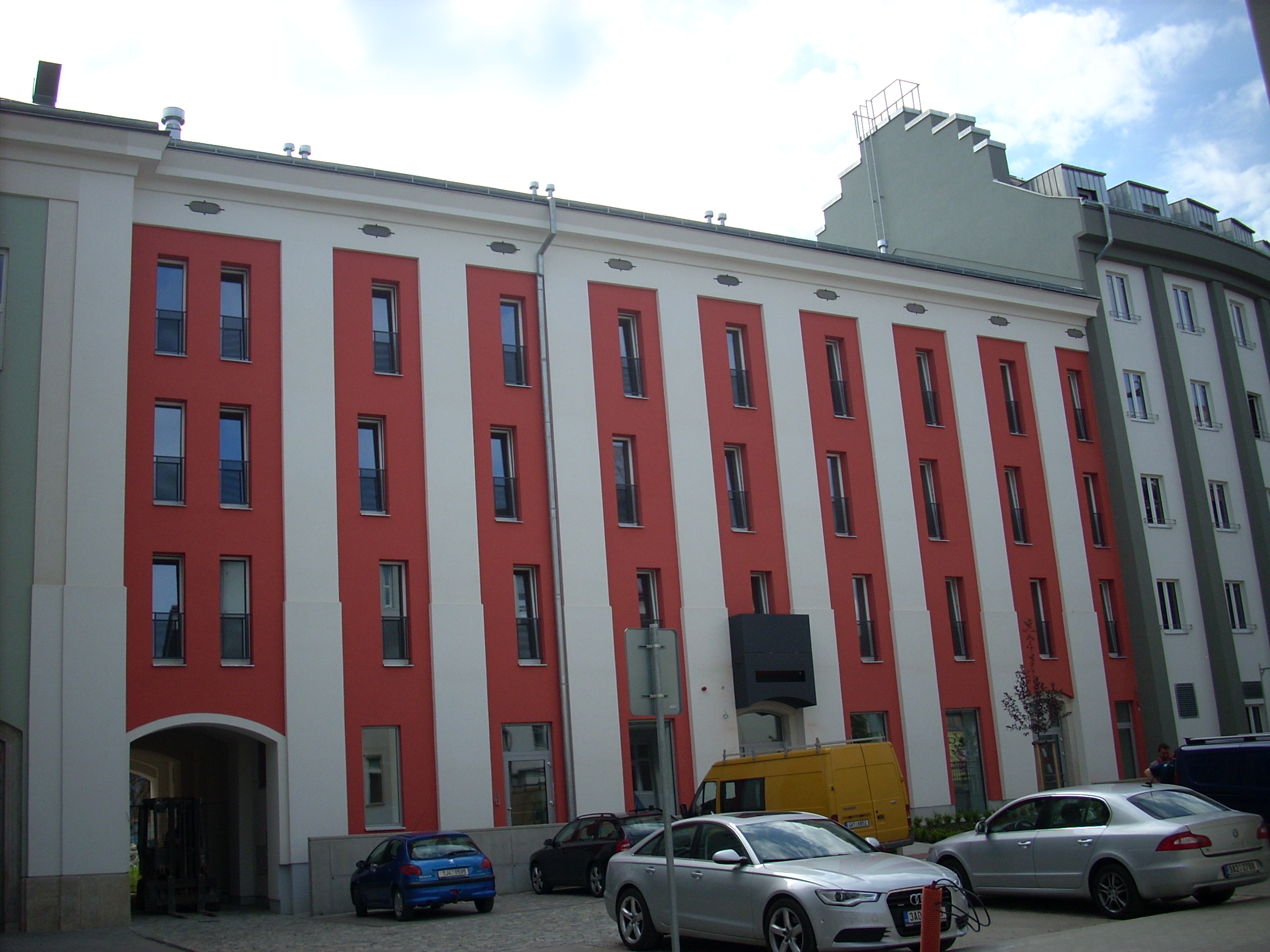
Jihlavské terasy

Jihlavské terasy je komplex budov v Jihlavě mezi ulicemi Havlíčkova a Srázná.
V letech 1801–1811 zde stála továrna na výrobu sukna Johanna Tosta. V roce 1851 na jejím místě vznikla tabáková továrna, až do 30. let 20. století firma přistavovala nové budovy. V roce 1958 se výroba přestěhovala do Kutné Hory. Poté tu sídlila elektrotechnická firma Tesla Jihlava, která se v 90. letech přestěhovala do Hruškových Dvorů. V roce 2007 byl areál prodán společnosti Corbada. V letech 2010–2014 v areálu o rozloze 23 500 m² vznikl víceúčelový komplex, která zahrnuje školící středisko, administrativní budovu, lékařský dům s 25 ordinacemi, domov pro seniory Stříbrné terasy s kapacitou 78 lůžek, soukromou mateřskou školu, galerii, tříhvězdičkový hotel, prádelnu restauraci, kavárnu a studentské koleje. Naproti domovu pro seniory stojí 7patrový bytový dům s podzemními garážemi pro 200 vozů. V celém areálu se nachází dohromady přes 200 bytů.